# Jed Steer
Jed John Steer (Norwich, 23 settembre 1992) è un calciatore inglese, portiere del Peterborough Utd.

## Carriera
Ha giocato nella prima e nella seconda divisione inglese.

## Palmarès

### Club

#### Competizioni nazionali
- Football League Trophy: 2

Peterborough United: 2023-2024, 2024-2025